# Flasjön
Flasjön är en sjö i Flens kommun i Södermanland och ingår i Nyköpingsåns huvudavrinningsområde. Sjön har en area på 0,127 kvadratkilometer och ligger 58,2 meter över havet.

## Delavrinningsområde
Flasjön ingår i det delavrinningsområde (656207-156259) som SMHI kallar för Mynnar i Dunkern. Medelhöjden är 60 meter över havet och ytan är 14,25 kvadratkilometer. Räknas de 3 avrinningsområdena uppströms in blir den ackumulerade arean 28,89 kvadratkilometer. Moraån som avvattnar avrinningsområdet har biflödesordning 3, vilket innebär att vattnet flödar genom totalt 3 vattendrag innan det når havet efter 88 kilometer. Avrinningsområdet består mestadels av skog (85 procent). Avrinningsområdet har 0,4 kvadratkilometer vattenytor vilket ger det en sjöprocent på 2,8 procent.